# IC 2549
IC 2549 ist eine Balken-Spiralgalaxie vom Hubble-Typ SBbc? im Sternbild Kleiner Löwe am Nordsternhimmel. Sie ist schätzungsweise 549 Millionen Lichtjahre von der Milchstraße entfernt.
Das Objekt wurde am 13. Mai 1896 von Stéphane Javelle entdeckt.